# Петко Цанков
Петко Валентинов Цанков (роден на 19 декември 1995 г.) е български футболист, който играе на поста десен бек. Футболист от школата на Черно море изестен с изявите си в отборите на Добруджа (Добрич) , 
Черно море (Варна) , Черноморец (Балчик) , Локомотив (Горна Оряховица) , Витоша (Бистрица) .

## Кариера
Цанков прави своя професионален дебют при нулевото равенство с Марек в първия кръг за Купата на България, влизайки като смяна на мястото на Иван Коконов. Няколко дни по-късно дебютира и в А група при победата с 2–1 като домакин на Пирин (Гоце Делчев), отново заменяйки Коконов.
През февруари 2017 г. е привлечен във Витоша (Бистрица) , където записва игрови мачове в родния елит .

## Успехи
Черно море
- Купа на България (1): 2015